# 洛斯帕洛斯

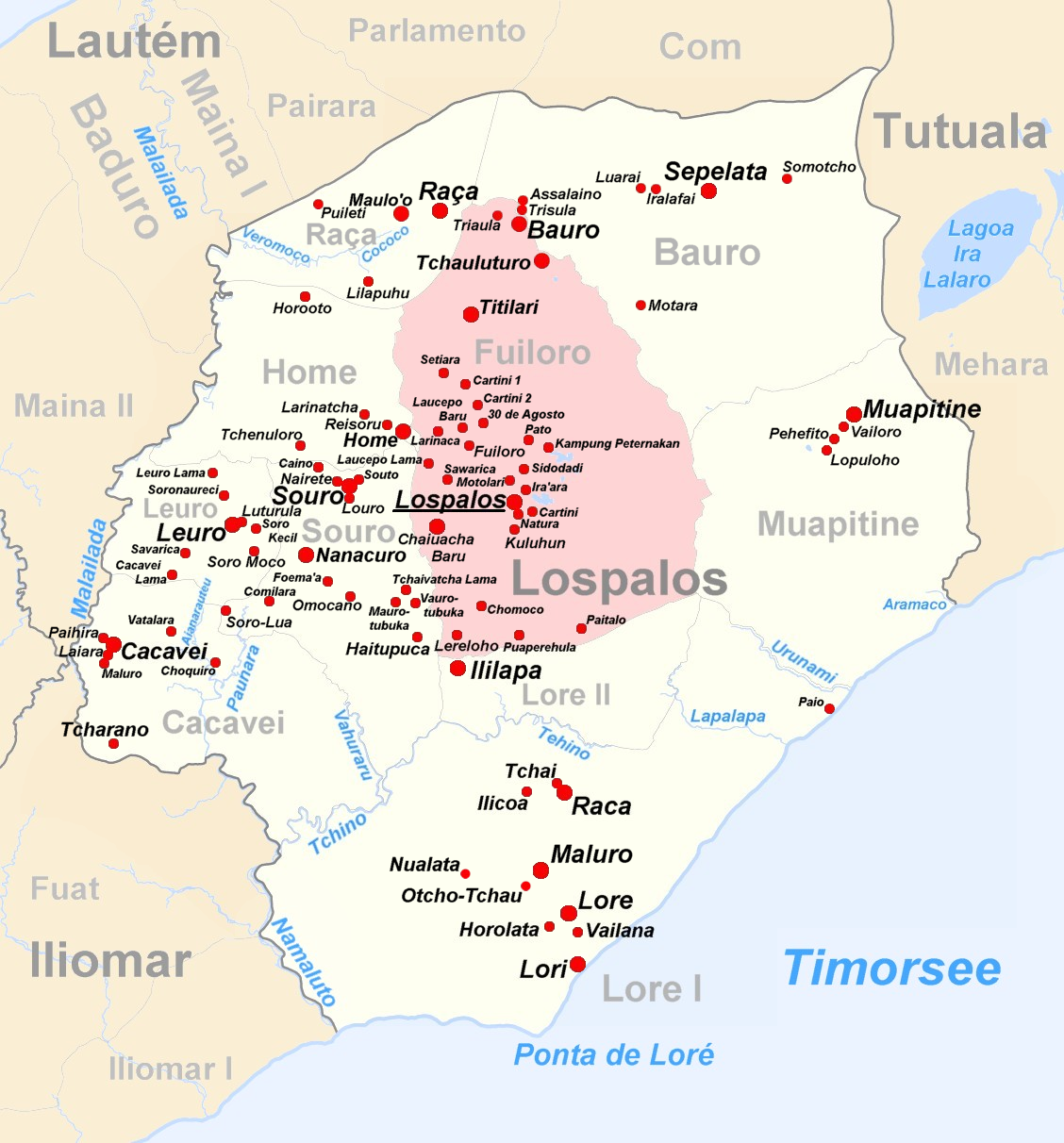

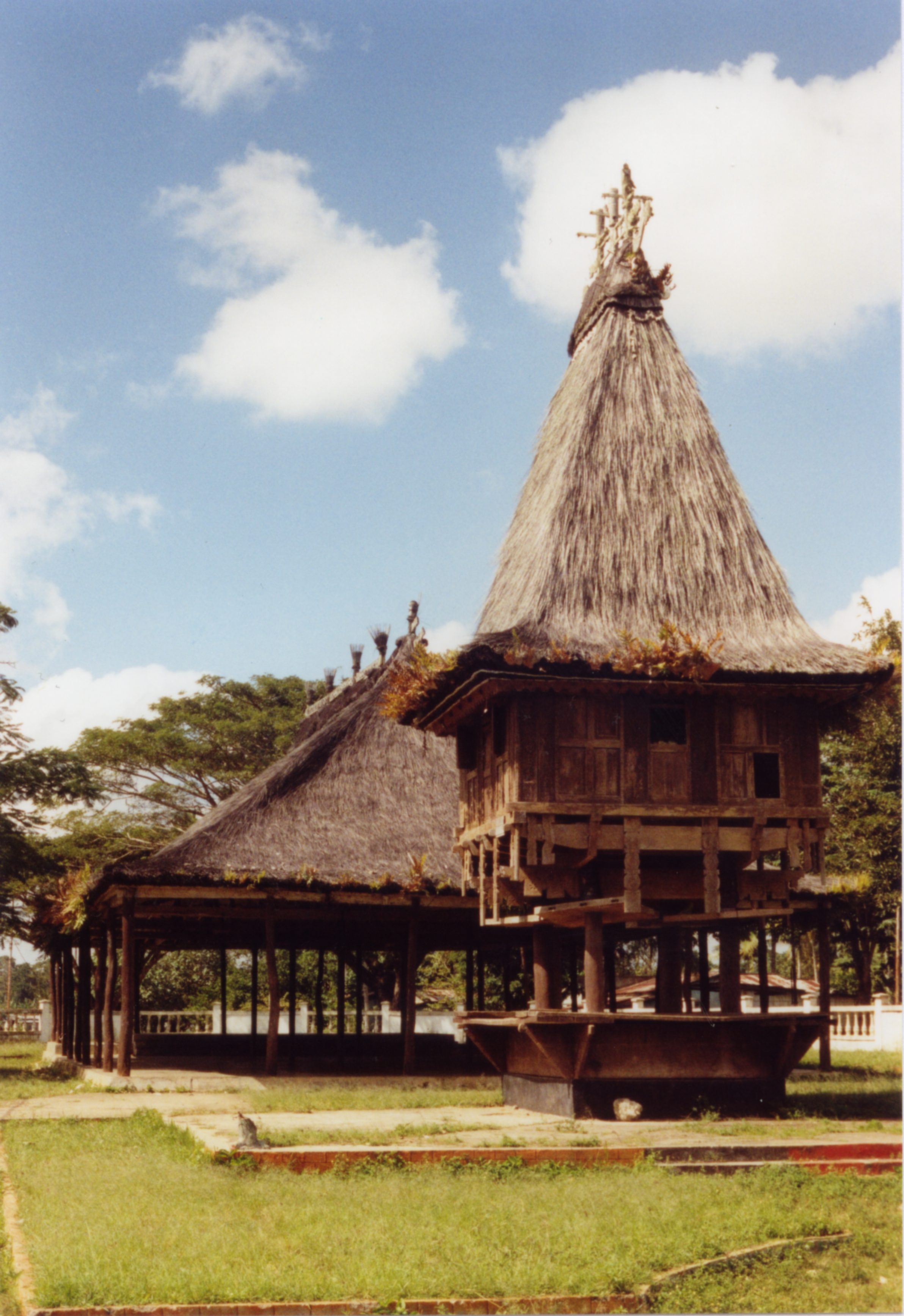

洛斯帕洛斯（葡萄牙語：Lospalos）是東帝汶的城市，是勞滕區的首府，位於首都帝力以東248公里，2006年人口17,186，
其英語、葡萄牙語和德頓語名稱均是 Lospalos，源自當地語言（Fataluku）中的 Lohoasupala，卻常被誤拼成像是源自西班牙的Los Palos。

## 外部連結
- 城市照片

8°31′S 127°00′E / 8.517°S 127.000°E